# Suzanne Adams
Suzanne Adams (Cambridge, 28 novembre 1872 – Londra, 5 febbraio 1953) è stata una cantante statunitense.

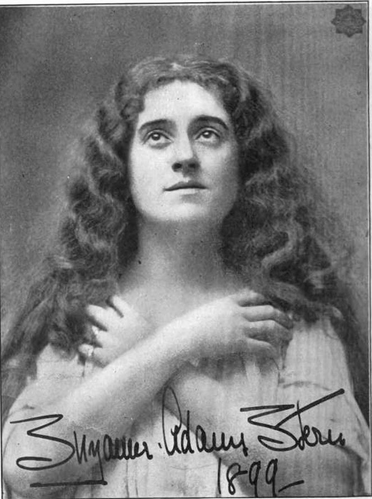
Suzanne Adams Stern (1899)

Studiò a Parigi ed esordì nel 1894 all'Opéra Garnier, apparendo più volte al Metropolitan Opera di New York e al Covent Garden di Londra in ruoli di soprano lirico.
Fu anche apprezzata in esecuzioni di oratori e in concerti da camera.